# La Ribot

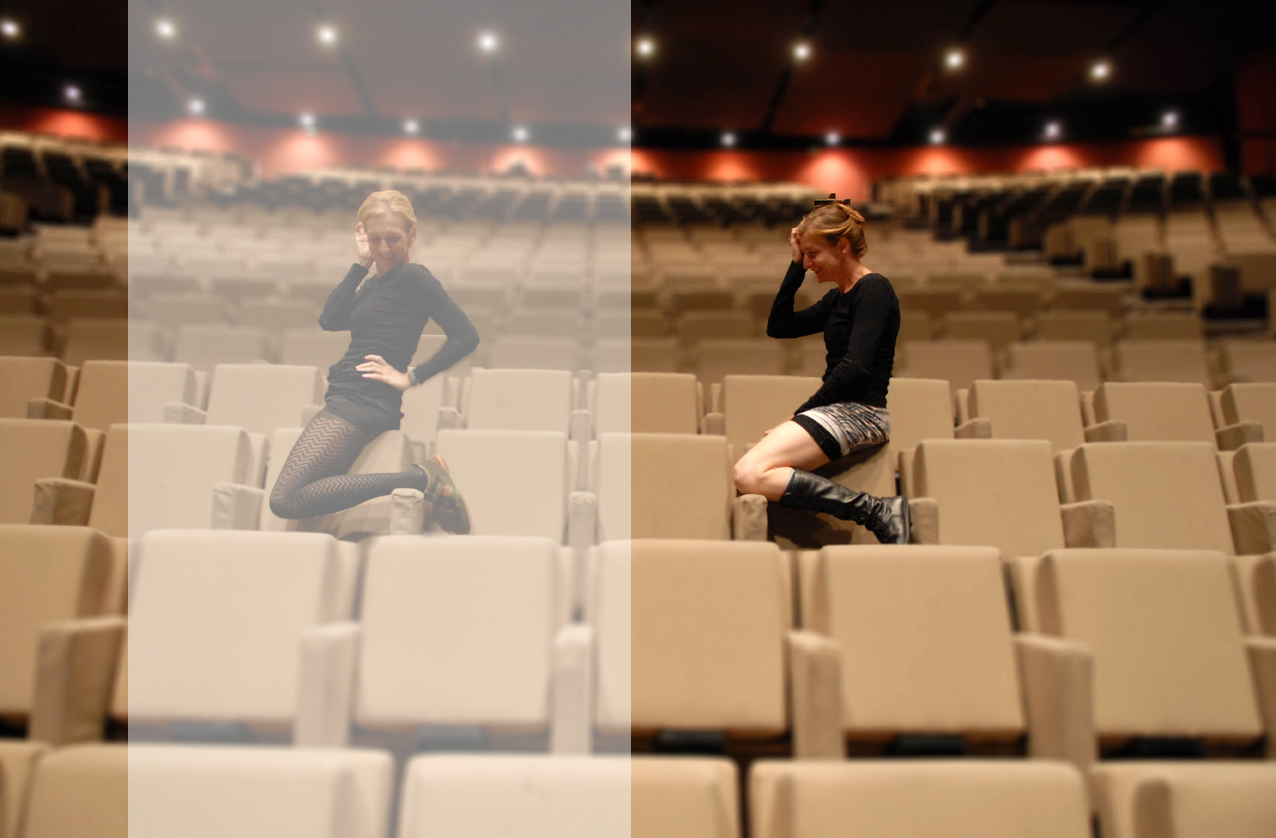
Mathilde Monnier und La Ribot (links)

María José Ribot (geboren 1962 in Madrid), bekannt als La Ribot, ist eine spanisch-schweizerische Tänzerin, Choreografin, Installations- und Aktionskünstlerin.
Sie wurde unter anderem in Spanien ausgezeichnet mit dem Premio Nacional de Danza 2000 und der Goldenen Verdienstmedaille für Schöne Künste 2016, dem Großen Preis der Schweiz für Tanz 2019 und dem Goldenen Löwen bei der Tanz-Biennale von Venedig.

## Leben

### Madrid (1962–1997)
Im Alter von 13 Jahren begann María Ribot eine Ausbildung im klassischen Tanz. 1975 bis 1984 studierte sie klassisches Ballett und zeitgenössischen Tanz, zunächst in ihrer Heimatstadt Madrid, danach in Cannes bei Rosella Hightower, in Köln bei der Internationalen Sommerakademie und in New York. Nach Madrid zurückgekehrt, setzte sie ihre Ausbildung bei Victor Ullate, Carmen Roche, Luis Fuentes und anderen fort. 1984 begann sie mit choreografischer Arbeit. Im folgenden Jahr zeigte sie ihr erstes kurzes Stück für drei Tänzerinnen, Carita de ángel mit einem von ihr selbst entwickelten Soundtrack. Im folgenden Jahr gründete sie gemeinsam mit Blanca Calvo die Gruppe Bocanada Danza, die sich jedoch 1989 auflöste.
Ab 1991 nannte sie sich La Ribot. In ihrem Solostück Socorro! Gloria! agierte sie in einem humoristischen Striptease auf der Bühne. Es folgten 13 Piezas distinguidas, eine Serie von kurzen Solostücken von jeweils 30 Sekunden bis 7 Minuten Dauer. Mit diesen Stücken setzte sie den zeitgenössischen Tanz in den Kontext der darstellenden Kunst. Sie verkaufte die Stücke an Propietarios distinguidos. Der Name des jeweiligen Eigentümers erschien neben dem Titel des von ihm gekauften Werks, und La Ribot informierte ihn über die Aufführungen in der ganzen Welt und lud ihn zu Vorstellungen ein. Sie hatte es als eine lebenslange Serie von Stücken geplant, die nur ihren nackten Körper, Alltagsobjekte und Second-Hand-Kleidung aus dem Secondhandshop beinhalten sollten.
In diese Zeit fielen auch Los trancos del avestruz und Oh! Sole!, zwei Duos für sie selbst und den Schauspieler Juan Lorente.

### London (1997–2004)
1997 zog La Ribot nach London um. Jahre zuvor hatte sie dort im Institute of Contemporary Arts bereits Socorro! Gloria! und 13 Piezas distinguidas aufgeführt. Von London aus organisierte sie mit Blanca Calvo, José A. Sánchez und UVI-La Inesperada das Tanzprojekt Desviaciones. Es kam von 1997 bis 2001 jährlich in Madrid zur Aufführung. Innerhalb dieses Projekts brachte sie die zweite Serie von Piezas distinguidas auf die Bühne, Más Distinguidas. Es folgten weitere Projekte, unter anderem 1999 El Gran Game. Die dritte Serie von Piezas distinguidas produzierte sie 2000 unter dem englischen Titel Still Distinguished mit dem Théâtre de la Ville in Paris. Im Gegensatz zu den früheren Piezas distinguidas, die frontal vor dem Publikum stattfanden, waren die acht Stücke dieser Serie als Installations-Performances konzipiert, in denen sich das Publikum frei zwischen Aktionen und Objekten bewegen konnte. Ab da unterhielt La Ribot eine beständige künstlerische Verbindung zu Paris mit regelmäßigen Auftritten beim Herbstfestival, im Centre Georges Pompidou und im Centre National de la Danse.
Ab 2000 arbeitete sie mit der Video-Handkamera. Dies schlug sich in vielen ihrer späteren Arbeiten nieder, beispielsweise 2001 in Despliegue, 2002 in Another pa amb tomàquet, 2003 in Traveling Olga/Traveling Gilles, 2009 in Llámame Mariachi und in Beware of Imitations! im Jahr 2014. Ab Anfang der 2000er Jahre arbeitete sie mit der Galería Soledad Lorenzo in Madrid zusammen. Daraus entstanden 2001 die großformatige Video-Installation Despliegue und 2006 die Performance-Kunstinstallation für Art Basel. 2003 präsentierte sie mit Panoramix die vollständige Sammlung der bis 2000 entstandenen Piezas distinguidas in der Tate Modern. Anschließend zeigte sie die Sammlung im Centre Georges Pompidou, im Museo Reina Sofía in Madrid, im Quartz in Brest und im Centre d’art contemporain in Genf.
2010 bezog sie in der Ausstellung Move: Choreographing You in der Hayward Gallery in London mit ihrer Performance Walk the Chair das Publikum ein, animierte es zu Bewegung und Tanz. Mit Walk the Bastards und Walk the Authors schuf sie 2017 und 2018 Fortsetzungen des Themas. In jener Zeit beherrschten die Folterungen in Abu Ghraib die Nachrichten. In der sechs Stunden langen Performance Laughing Hole von 2006 schwenkten drei Tänzerinnen Pappschilder mit politischen Reizwörtern. Mit irrem Gelächter trugen sie die Worte wie eine schwere Last.

### Genf (seit 2004)
2004 wechselte sie mit ihrem damaligen Lebensgefährten Gilles Jobin nach Genf. Bis 2008 war sie dort an der Einrichtung des Studiengangs Art/Action an der Haute école d’art et de design (HEAD) beteiligt. In dieser Zeit entstand auch die Inszenierung 40 Espontáneos in mehreren europäischen Städten auf die Bühne. An jedem Aufführungsort rekrutierte sie dafür 30 bis 40 Laien-Tänzerinnen und Tänzer für die Improvisations-Tanz-Vorstellung. 2007 schuf sie mit Material aus ihrem eigenen Videoarchiv den Film Treintaycuatropiècesdistinguées&onestriptease. Gemeinsam mit der Tänzerin und Choreografin Mathilde Monnier entwickelte sie im selben Jahr Gustavia, ein burleskes Duo, mit dem sie gemeinsam auf Tournee gingen.
2011 schuf sie die vierte Serie von Piezas distinguidas: PARAdistinguidas ist ein Chorwerk für fünf Tänzerinnen einschließlich ihr selbst, und zwanzig Statistinnen und Statisten. 2012 folgte EEEXEEECUUUUTIOOOOONS!!!! für 20 Tänzerinnen und Tänzer, eine Auftragsarbeit für das Ballet de Lorraine in Nancy. Im selben Jahr präsentierte sie im Museo Universitario de Arte Contemporáneo (MUAC) in Mexiko-Stadt eine Performancekunst-Ausstellung mit dem Titel La Ribot. Another Distinguée von 2016 ist eine fünfte Serie von Piezas distinguidas für ein Tanztrio, bestehend aus ihr selbst sowie Juan Loriente und Hector Thami Manekehla. Eine große Installation in der Mitte der Szene zwingt das Publikum ins Dunkel, auf Tuchfühlung zu den drei Tanzenden, die ein gewaltsames Ritual gegen den weiblichen Körper in Szene setzen.
Das Festival Tanz im August in Berlin widmete ihr 2017 eine Retrospektive. In diesem Jahr begann sie eine Zusammenarbeit mit der Galería Max Estrella in Madrid, nachdem die Galería Soledad Lorenzo den Betrieb eingestellt hatte. Im Dezember 2017 präsentierte sie dort ihre Ausstellung Take a Seat. Im selben Jahr bat Henrique Amoedo sie um eine Choreografie für seine inklusive Tanzkompanie Dançando com a Diferença auf Madeira. Als Ergebnis ihrer Zusammenarbeit kam 2018 Happy Island zur Aufführung. Im Sommer und Herbst  2018 widmete ihr das Centro Cultural de España in Mexiko-Stadt die Ausstellung Take a Seat mit Walk the Authors als Bestandteil.
2019 inszenierte sie ihre Großproduktion Panoramix am Mercat de les Flors in Barcelona und beim Herbstfestival im Pariser Centre Georges Pompidou. Ferner beteiligte sie sich 2019 an der Gemeinschaftsausstellung El giro notacional am Museo de Arte Contemporáneo de Castilla y León.
2020 verlieh ihr die Biennale von Venedig den Goldenen Löwen für ihr Lebenswerk.

## Auszeichnungen
- 2000 Premio Nacional de Danza de España[1]
- 2016 Goldene Verdienstmedaille für Schöne Künste[2]
- 2018 Kulturpreis für Bildende Kunst der Stadt Madrid[48]
- 2019 Großer Preis der Schweiz für Tanz[3]
- 2020 Goldener Löwe der Biennale von Venedig[4]